# Jordi Parra
Jordi Parra Estévez (Badalona, Barcelona; 28 de junio de 1934) es un exjugador, entrenador y directivo de baloncesto español.

## Trayectoria
Formado en la cantera de la "Penya", jugó en los mejores equipos de la época Joventut de Badalona (7 temporadas), FC Barcelona (1 temporada), Real Madrid (2 temporadas), Picadero Jockey Club (1 temporada) y el Círcol Catòlic de Badalona (2 temporadas), llegando a ser 23 veces internacional por España. 
Como entrenador, dirigió al UDR Pineda durante siete temporada en la entonces denominada Liga Nacional de Primera División.
Como dirigente deportivo, fue presidente del Joventut de Badalona.

## Internacionalidades
Fue internacional con España en 23 ocasiones, participando en los siguientes eventos:
- Eurobasket 1959: 15 posición.
- Juegos del Mediterráneo Beirut 1959, medalla de plata